# Онега (місто)
Онега — місто (з 1780) в Архангельській області Росії. Адміністративний центр Онезького району.
Місто обласного значення, при цьому в рамках Онезького муніципального району утворює муніципальне утворення Онезьке зі статусом міського поселення як єдиний населений пункт у складі останнього.

## Географія
Онега розташована на північному заході Європейської частини Росії в Архангельській області у гирлі річки Онега, за 7 км від Онезької губи Білого моря, навпроти гирла річки Поньга.
Велика частина міста розташовується на правому березі річки Онега (має тут ширину 800-1100 м), менша — на лівому (селища Поньга та Легашевська запань). Місто витягнуть на 7 км уздовж річки, крім зазначених лівобережних селищ, у ньому виділяються селища Лісозавод (ОЛДК), Шалго, Гірський, Далекий. Частина міста з переважно приватною забудовою на схід (вище по річці) від сучасного центру називається Верхів'ям; вона має збережену з дореволюційних часів прямокутне планування, що складається головним чином з трьох паралельних річці проспектів і вулиць що їх перетинають; саме Верхів'я є історичною Онегою (разом з нинішньою центральною частиною, а також з сьогоденним лівобережним лісозаводом у гирлі Поньги), більшість інших частин міста виникли або увійшли до його складу після 1917 року.
Кий-острів, що знаходиться в Білому морі навпроти гирла річки Онега, також у складі міста.

## Клімат
- Клімат помірний, слабоконтинентальний з частими вторгненнями циклонів і великою кількістю опадів; характеризується помірно-теплим літом (з початку травня по початок жовтня) і помірно-м'якою (для північних широт) зимою. Це обумовлено приморським розташуванням і впливом Атлантики.
- Стійкий сніговий покрив утворюється в середині листопада і зберігається до третьої декади квітня. Тривалість його залягання в Онезі становить 150-170 днів. Середня висота снігового покриву від 20 см в грудні до 40-45 см в середині зими, максимальних значень - 50-60 см — досягає у березні.
- Середньорічна температура повітря: +2,2 °C
- Відносна вологість повітря: 79%
- Середня швидкість вітру: 2,4 м/с

| Клімат Онеги                               | Клімат Онеги | Клімат Онеги | Клімат Онеги | Клімат Онеги | Клімат Онеги | Клімат Онеги | Клімат Онеги | Клімат Онеги | Клімат Онеги | Клімат Онеги | Клімат Онеги | Клімат Онеги | Клімат Онеги |
| Показник                                   | Січ.         | Лют.         | Бер.         | Квіт.        | Трав.        | Черв.        | Лип.         | Серп.        | Вер.         | Жовт.        | Лист.        | Груд.        | Рік          |
| Абсолютний максимум, °C                    | 6,1          | 5,3          | 13,4         | 25,9         | 32,0         | 32,9         | 35,8         | 34,4         | 27,4         | 19,8         | 11,1         | 7,7          | 35,8         |
| Середній максимум, °C                      | −8,2         | −7           | −0,9         | 5,7          | 12,8         | 18,9         | 22,0         | 18,6         | 12,8         | 5,5          | −1,7         | −5,6         | 6,1          |
| Середня температура, °C                    | −11,4        | −10,5        | −4,8         | 1,2          | 7,6          | 13,6         | 16,9         | 13,9         | 9,0          | 3,1          | −4           | −8,5         | 2,2          |
| Середній мінімум, °C                       | −15          | −14          | −8,4         | −2,7         | 3,3          | 8,9          | 12,4         | 10,0         | 5,9          | 0,9          | −6,4         | −11,8        | −1,4         |
| Абсолютний мінімум, °C                     | −42,1        | −42,5        | −38,5        | −26          | −14,6        | −3,4         | −0,4         | −3           | −4,9         | −19,3        | −32,2        | −41,2        | −42,5        |
| Середня кількість сонячних годин на місяць | 21           | 57           | 118          | 188          | 275          | 304          | 308          | 215          | 124          | 58           | 19           | 8            | 1695         |
| Норма опадів, мм                           | 42           | 31           | 31           | 29           | 44           | 60           | 70           | 75           | 69           | 67           | 55           | 46           | 618          |
| Днів з дощем                               | 3            | 2            | 5            | 10           | 17           | 17           | 17           | 18           | 22           | 19           | 9            | 5            | 144          |
| Днів зі снігом                             | 26           | 25           | 21           | 13           | 6            | 1            | 0            | 0,03         | 1            | 11           | 23           | 27           | 154          |
| Вологість повітря, %                       | 84           | 83           | 79           | 72           | 69           | 68           | 72           | 78           | 83           | 87           | 88           | 86           | 79           |
| ------------------------------------------ | ------------ | ------------ | ------------ | ------------ | ------------ | ------------ | ------------ | ------------ | ------------ | ------------ | ------------ | ------------ | ------------ |

## Історія
Поморське село Усть-Онега вперше згадується у новгородських документах XIV століття. В 1699 році воно було визначено як одне з 4 портів Росії, експорт яких до Британії був предметом монополії, якою користується Російська компанія.. Він був зафрахтований 19 серпня 1780 р. після того, як Петро Шувалов продав свої права на лісоматеріали англійським промисловцям, які збудували там кілька лісопильних заводів. З 1784 р. Онега був адміністративним центром Онезького повіту.

## Транспорт
Онега — другорядний порт у бухті на Білому морі, який взимку замерзає. Місто також обслуговує залізнична станція Онега залізничної лінії Архангельськ - Мурманськ.
Онега сполучена дорогою з Сєверодвінськом.
Онега судноплавна від села Порог; є регулярна навігація пасажирів. Також в Онезькій бухті є обмежене обслуговування пасажирів.
Онега обслуговується аеропортом Онега, який не має регулярних рейсів. Неподалік від міста є кинуте військове летовище Ватега.